# شوفرسال
شوفرسال (بالعبرية: שופרסל) هي أكبر سلسلة للسوبر ماركت في إسرائيل. تأسست عام 1958، ومن عام 2012 كان لها 248 متجر و12،400 موظف. يتم تداول أسهم شوفرسال في بورصة تل أبيب للأوراق المالية.
وصلت قيمة المبيعات في عام 2007 إلى 9935 مليون شيكل. في عام 2009 أطلقت شركة تابعة لها تستهدف سوق الحريديم، وفي عام 2011 كان لها 59 فرع سوبر ماركت في القدس وحدها.